# Porta
Christian Jiménez Bundó (Barcelona, 2 de julio de 1988), más conocido por su nombre artístico Porta, es un rapero español. Representante del rap español, su popularidad se extiende tanto en España como en Hispanoamérica.
Su primer lanzamiento, No es cuestión de edades (Lebuqe Estudios), fue editado de forma independiente en 2006. A este le siguieron los álbumes No hay truco (Lebuqe Estudios), En boca de tantos (Universal Music, 2007), Trastorno Bipolar (Universal Music, 2009), Reset (2012), y Algo ha cambiado (2014). En 2017 lanzó Equilibrio, su primer álbum recopilatorio donde celebra 10 años de carrera, el cual consiguió posicionarse el #4 en lista ventas México, #5 en Lo más Viral Colombia, #14 en el Latin chart billboard y #8 en Promusicae. El álbum entró directo al número 1 de los álbumes más reservados en Fnac. En 2016 lanzó Todo va a cambiar, un disco en directo grabado en el estadio Luna Park ante un público de más de 10 000 personas.
Porta ha realizado giras internacionales en México, Uruguay, Paraguay, Chile y Argentina, entre otros países. Ha obtenido un disco de oro por las ventas de En boca de tantos, además de premios como el Neox Fan Award a "Mejor Artista Revelación" y el Premio MIN a "Mejor Álbum de Rap" por Reset, ambos en España. En Perú, obtuvo los galardones "Mejor Rap Internacional" y "Mejor Trayectoria Rap" en los Premios La Zona.
A finales de 2017, saca su primer libro: Estados de un exanónimo en España, México y Argentina.
En 2018, lanza dos adelantos de su nuevo proyecto Off, "Tempo al tiempo" y "Ser".

## Primeros años
Nació en el barrio de Sarriá, en Barcelona. Siendo adolescente, Christian se interesó mucho en el hip hop y rap. Comenzó a interpretar rap, como aficionado, a los once años bajo el seudónimo de El Portador, luego entró a formar parte de un grupo llamado Los Portadores del Hip Hop y lanzaron varios temas propios. Más tarde, cambiaron su nombre a Rap Comando, y con el tiempo él pasaría a llamarse Porta (esto debido a la intervención de sus amigos en su apodo), ya que resultaba muy largo. En 2006, Porta decidió que debía costearse su carrera con su propio esfuerzo y empezó a trabajar para poder pagar los gastos de su maqueta y poder grabar con Soma, fundador del estudio de grabación Lebuqe, hermano de ZPU, fundador de sellos discográficos como Enkömen Records y Amajasala Producciones y uno de los productores más conocidos de España, especializado en música rap.

## Carrera profesional

### 2006-2007: inicios y popularidad
En marzo de 2006, lanza su primera maqueta bajo el nombre de No es cuestión de edades producida por Soma y grabada en Lebuqe Estudios. Se publicó además en abril bajo licencia Creative Commons en varias páginas web de descargas gratuitas, y también fue publicada en MySpace. La grabación cosechó en poco tiempo 5 000 000 descargas alcanzando la posición número 1 en HHGroups, con lo que Porta se dio a conocer por toda España. Se produjeron muchas controversias por muchas de sus letras; en el tema "Las niñas de hoy en día son todas unas...", Porta describe a las mujeres como "fáciles".
No hay truco se lanzó en enero de 2007, y rápidamente obtuvo más de 5 000 000 de descargas quitando así la primera posición a su primera maqueta llamada No es cuestión de edades. Apenas unos meses más tarde, su perfil de Myspace se convierte en el segundo espacio de temática musical más visitado de dicho portal en España. Sus dos maquetas han recibido más de 13 millones de descargas y su perfil ha sido visitado más de 20 millones de veces. Con el gran éxito de su segunda maqueta, la controversia que rodeaba a Porta creció aún más, especialmente cuando No hay truco fue denominado como mejor maqueta del año. Porta siempre dijo que no tenían que tomarse muy en serio sus letras sobre las mujeres, que él no era un hombre machista, que solo hizo la canción porque era algo que estaba pasando en ese momento, pero aun así fue atacado por el Instituto Nacional de la Mujer. 
Otra canción que también generó un gran éxito fue "Dragon Ball Rap", basada en la serie del mismo nombre. El video pasó a ser el tercero más visto en España en la historia de YouTube, con más de 50 millones de visitas. Su popularidad en la red le abre nuevas oportunidades y le vale un contrato discográfico con Universal Music, que firma en noviembre de 2007. Universal Music es conocido como la casa de algunos de los mejores raperos como son Eminem y Jay Z.

### 2008:En boca de tantos
En febrero de 2008, Porta volvía a estar envuelto en controversia cuando el rumor de que había muerto de una sobredosis se había expandido por toda la red. Como respuesta a eso, Porta enfadado, lanzó como tema de apertura de su disco la canción "Resurrección", donde dice que cuanta más fama adquiría mayores eran las envidias y las críticas cuando la música seguía siendo la misma.
Su primer álbum de estudio, En boca de tantos, salió a la venta a finales de 2007. Fue acogido por la crítica de forma positiva y obtuvo un notable éxito comercial. Alcanzó en su segunda semana la primera posición en la lista de ventas de discos en España y la certificación de disco de oro (más de 40 000 copias vendidas), teniendo varios temas que dieron fama y éxito al álbum, como "En boca de tantos", "Sobre el famoso tema", "Dragon Ball Rap", entre otros. También incluye la canción Todos en mi contra, en el que hace comentarios despectivos contra raperos como Cadierno, Genioh, Cínico, Latido Catalán, Negro-G, Rafaelo, Boby.PRO, Aloy, Versátil, El Kapo, Shotta, Santé, entre otros, por ser algunos de los muchos raperos que le tiraron en temas criticándolo por su rap, estética, etc.
El videoclip del tema que le da nombre al disco gana el premio Sol Música al mejor videoclip en el Festival de Málaga, obteniendo 10 millones de visitas.
Entre marzo y mayo de 2008, en MySpace se publicó una serie de 10 capítulos dedicada a Porta; se trata de la primera serie de producción española que aparece en dicha red social. Obteniendo un sorprendente éxito cumpliendo con el objetivo que era dar a conocer más a Porta. Como resultado, fue ganando nuevos fanáticos, logrando así la promoción de PlayStation y Universal para dicha serie. Más tarde participa de los MTV "Europa Music Award" que fue realizado ese mismo año en Inglaterra en la ciudad de Liverpool quedando entre los 5 finalistas. Porta actuó en el concierto del "MTV Day" en el estadio Palacio de Deportes de la Comunidad de Madrid frente a unas 30 000 personas. Ese mismo día compartió escenario con Maroon 5, entre otros. En junio de ese año, se edita una biografía del rapero barcelonés con el título de Algo que contar escrita por Pérez Sabia, Alba y Antúnez, Juan Manuel en "Ediciones Martínez Roca". Fue una edición limitada que salió solo en 2008 y se vendieron todas las copias en una semana.

### 2009:Trastorno bipolar
El segundo trabajo de Porta vio la fama con un tema creado el 6 de octubre de 2009 y llevaba como título Trastorno bipolar, donde hablaba sobre la lucha interna que tenía entre Porta y Christian y sobre los problemas que tenía la gente donde tuvo un gran éxito sobre todo por su tema La bella y la bestia con más de 54 millones de visitas en YouTube, Su tema "Trastorno bipolar" que también tuvo polémicas por su tema "Confesiones" donde critica a Dios dando a entender que es ateo
El 24 de agosto de 2011, anunció en su página de Facebook que había recibido la carta de libertad de Universal. Bajo su nueva discográfica, PIAS Spain. Desde ese mismo año ha protagonizado la campaña de Energy Sistem.

### 2012:Reset
El 7 de mayo de 2012 lanzó su tercer disco de larga duración, que lleva por título Reset, logrando ganar el premio al mejor álbum de rap/hip-hop y músicas urbanas de música independiente. La trama del disco manifiesta la palabra "reiniciar", lo cual habla de su vida artística y de los "errores" que ha cometido, y volver a empezar para arreglarlos, antes de ponerle un final a su carrera, prefiere reiniciarla. En él colaboran los MC Dj Joaking, Skiller Zone, Soma, Jota, ZPU, David Trotsky, Shinoflow, Abram, h0lynaight, Isusko, Samo, SBRV, Fado, Chus, Gema, Dan, Eude, Aid, Geneoh, Eneyser, Yesh, Xenon, Currice, Mowlihawk, Endecah y Santa RM. Cuenta con 16 temas, todos estos grabados, mezclados y masterizados en Lebuqe Studios.

### 2014:Algo ha cambiado
El 10 de junio de 2014, lanzó su cuarto disco de Estudio de larga duración, que lleva por título Algo ha cambiado, donde trata de decir que él ha cambiado su forma de ser y su rap. En este disco colaboraron los MC Gema, Eude, Isusko, Belén Alarcón, H0lynaight Y Eddie MV. Cuenta con 13 temas y un remix de Algo ha cambiado, más un bonus track, todos estos grabados, mezclados y masterizados en Lebuqe Studios.

### 2016:Equilibrio
El 21 de octubre de 2016, lanzó su primer recopilatorio, que lleva por título Equilibrio, donde resalta que ha encontrado el equilibrio entre Christian y Porta, y conmemorando sus 10 años de carrera.
En este disco colaboran los MC ZPU, Soma, Isusko, SBRV, Asyd Barrett (Bazzel), Shinoflow, Kairo, Clara, hOlynaight, Zarcort, Piter-G y ChusNegroMan. Cuenta con 13 temas nuevos, 13 remasterizaciones de canciones de No es cuestión de edades, No hay truco y En boca de tantos. En iTunes se publicó el remix exclusivo de "El 90% de Mi 1.5 (con ZPU)" y en Spotify el remix de "T-Rex".

## Controversias
A la popularidad de Porta en la red contribuyó la polémica generada por los temas "Las niñas de hoy en día son todas unas guarras", contenido en su maqueta No es cuestión de edades, "Las niñas unas guarras pero los tíos unos cerdos" (con May, la cual critica al sexo masculino), en su maqueta No hay truco, "Sobre el famoso tema", del álbum En boca de tantos y Las niñas de hoy en día 1.5, del álbum Equilibrio. Las canciones critican duramente la estética y los hábitos —sobre todo en el ámbito sexual— de las chicas de su generación, a las que se refiere en términos peyorativos. La letra de Porta fue censurada, entre otros, por la escritora valenciana Lucía Etxebarría. Según el intérprete catalán, el Instituto Nacional de la Mujer le remitió también una carta de protesta. Respondiendo a esas críticas, escribió la canción La bella y la bestia en colaboración con Norykko, una historia sobre la violencia doméstica con un trágico final, para el álbum Trastorno bipolar.
La canción “Confesiones” de su segundo álbum Trastorno Bipolar fue muy controvertida debido a sus fuertes letras ateístas y anticristianas las cuales ofendían a la religión.
La carrera de Porta ha estado marcada por acusaciones de parte del mundo del hip-hop de ser un "toyaco" —neologismo jergal que deriva de la voz inglesa toy (juguete) y que se usa para menospreciar a una persona que cultiva la estética propia del hip-hop, pero a la que se considera un producto comercial—. Estas críticas se deben, entre otros motivos, a que proviene de un barrio acomodado y sus letras no tratan de problemas sociales. En algunos conciertos de Porta, estas diferencias han llegado incluso a desencadenar duros enfrentamientos verbales entre el rapero y parte de los asistentes. Porta, que rechaza públicamente estas acusaciones de "no sentir el rap" en varias de sus canciones, relata en una entrevista cómo advirtió a los raperos marselleses Psy4 De La Rime antes de que colaboraran con él en su segundo disco.

Les expliqué que en España despierto mucho odio entre los raperos, para que no hicieran la colaboración engañados. Les dio igual, les caí bien y lo hicieron encantados.

## Premios y nominaciones
| Año  | Premio(s)                          | Categoría                                | Nominación a | Resultado | Ref.   |
| ---- | ---------------------------------- | ---------------------------------------- | ------------ | --------- | ------ |
| 2014 | Neox Fan Awards                    | Artista revelación                       | Él mismo     | Ganador   | [ 18 ] |
| 2015 | Premios de la Música Independiente | Mejor álbum rap, hip hop y música urbana | Reset        | Ganador   | [ 19 ] |
| 2016 | Premios La Zona                    | Rap Internacional                        | Él mismo     | Ganador   | [ 20 ] |
| 2016 | Premios La Zona                    | Trayectoria en Rap                       | Él mismo     | Ganador   | [ 20 ] |

## Discografía

### Álbumes de estudio
- En boca de tantos (2008)
- Trastorno bipolar (2009)
- Reset (2012)
- Algo ha cambiado (2014)

### Mixtapes
- No es cuestión de edades (2006)
- No hay truco (2007)

### Álbumes recopilatorios
- Equilibrio (2016)
- OFF (2017-2018)

### Equilibrio en las listas de éxitos
| Año  | Lista               | Posición más alta |
| ---- | ------------------- | ----------------- |
| 2016 | Promusicae (España) | 7                 |
| 2016 | MixUp (México)      | 5                 |
| 2016 | Billboard Top #100  | 1                 |
| 2016 | Spotify Colombia    | 1                 |